# 통합민주동맹
통합민주동맹(영어: United Democratic Alliance, UDA)은 케냐의 중도우파 정당이다. 그들의 슬로건은 "Kazi ni Kazi(카지 니 카지)" (문자 그대로: 직업은 직업이고, 모든 것은 중요하다)이고, 그들의 상징은 손수레이다. 당초 개발개혁당으로 불렸던 이 당은 2020년 12월 공식적으로 UDA로 당명을 변경했다. 이 정당은 2021년 1월에 유명해졌으며, 케냐의 대통령 윌리엄 루토와 동맹을 맺고 있다.
그 정당은 2021년 3월 재보궐선거에서 후보를 냈다. UDA는 루토가 2021년 말에 주빌리당을 떠날 것이라고 발표한 후 2022년 케냐 대통령 선거에서 그를 지명했다. 루토는 리가티 가차과를 선거의 러닝메이트로 선택했다.
UDA는 2022년 총선에서 상원 47석 중 22석, 국회의원 당선자 중 138석을 차지했다.
그 당은 "편견 없는 사회를 추구하는 일의 가치, 존중, 존엄성"을 상징하는 손수레를 당의 상징으로 사용한다.  이 정당은 사랑, 단결, 자유, 평화, 책임, 다양성, 정의, 형평성을 포함한 좋은 통치 원칙에 기초하여 설립되었다. 이 정당은 또한 등록된 회원들로부터 6,942,397표 이상을 자랑하며 케냐 국민들로부터 큰 지지를 받았다.
UDA의 비전은 평화롭고 통일된 국가에 살고 있는 동등하게 권한이 부여된 케냐 사회이다. UDA는 케냐 콴자의 회원이다.